# Montreux-Berner Oberland-Bahn

Logo der Montreux-Berner Oberland-Bahn

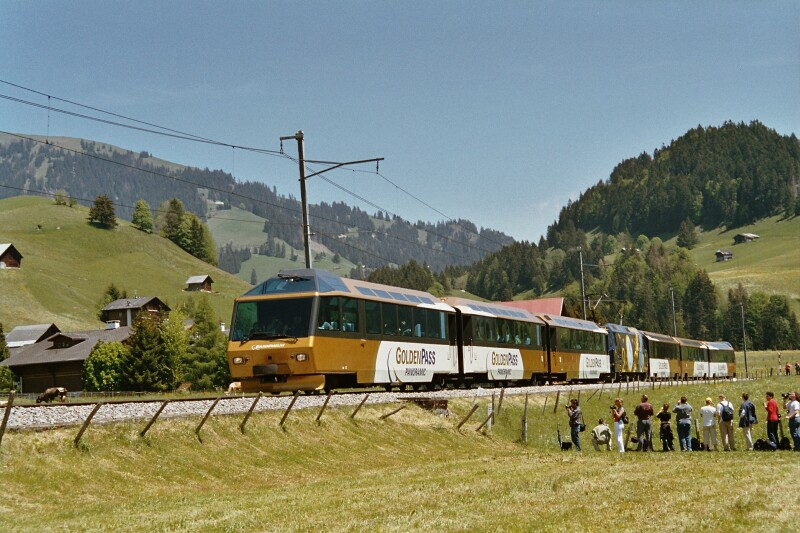
Der GoldenPass-Panoramic-Express bei Rougemont

Die Montreux-Berner Oberland-Bahn, abgekürzt MOB, französisch Chemin de fer Montreux Oberland bernois, ist eine Schweizer Bahngesellschaft. Heute ist sie im Handelsregister mit der Schreibweise Compagnie du Chemin de fer Montreux Oberland bernois SA und Montreux Berner Oberland Bahn AG eingetragen, bis 2010 lautete die deutsche Eigenschreibweise Montreux-Berner Oberland-Bahn. Sie ist sowohl Eisenbahnverkehrsunternehmen als auch Infrastrukturbetreiberin, im Wesentlichen betreibt sie die meterspurige Bahnstrecke Montreux–Lenk im Simmental. Das Unternehmen wurde Ende der 1890er Jahre gegründet, um diese Bahnstrecke zu bauen.

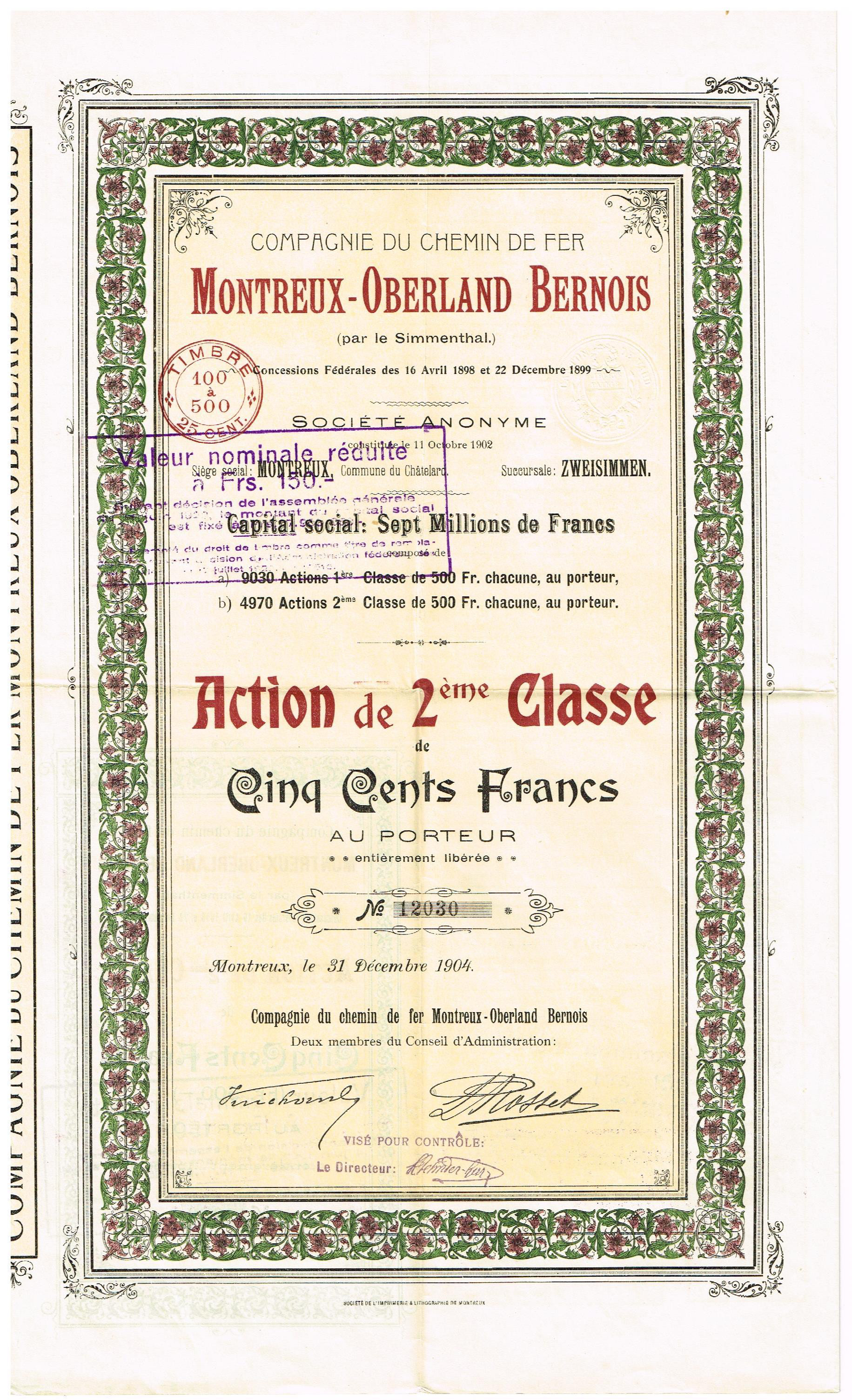
Aktie über 500 Franken der Comp. du CdF Montreux-Oberland Bernois vom 31. Dezember 1904

## Geschichte

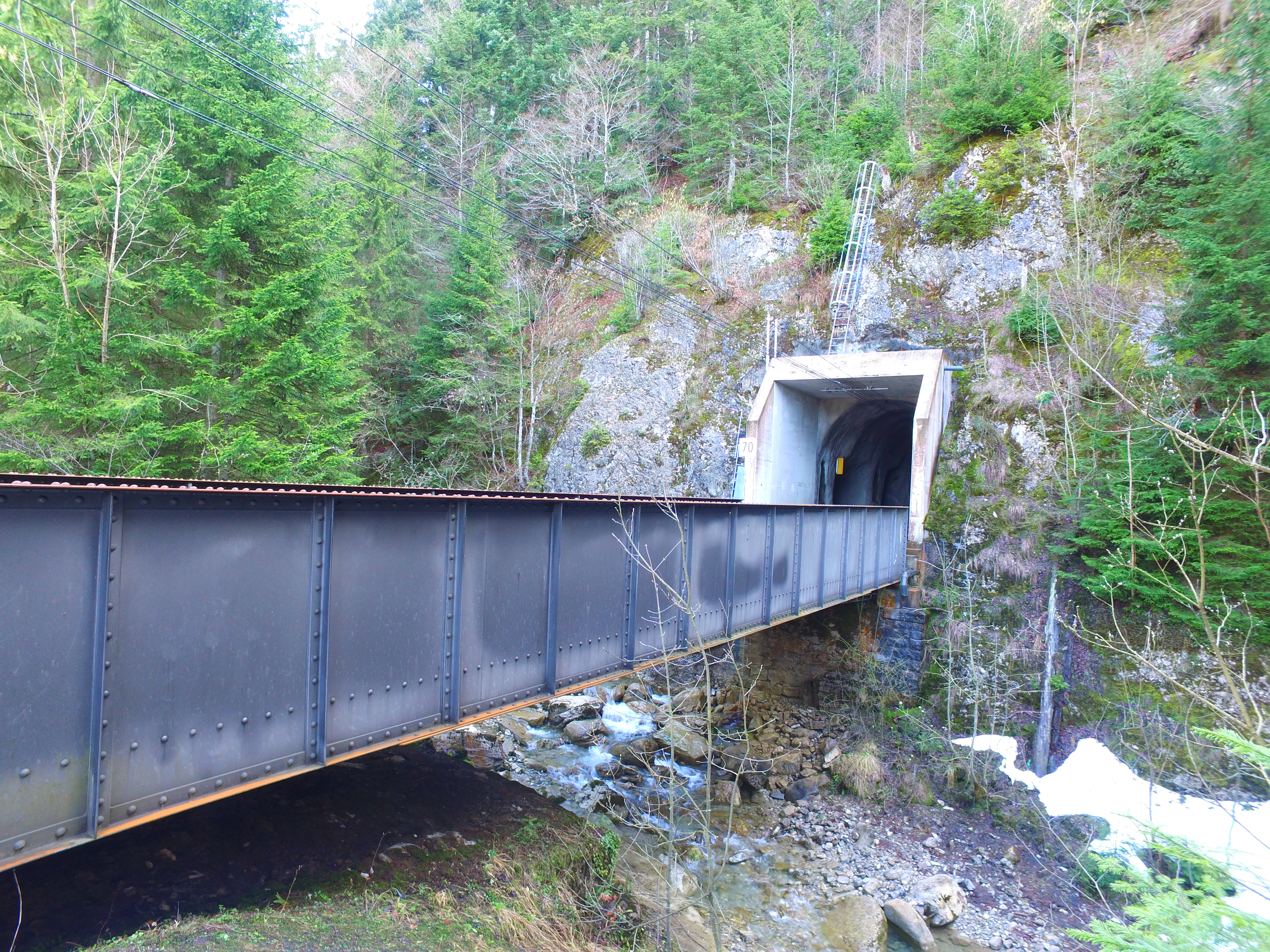
Westportal des Jamantunnels bei der Haltestelle Jor, Brücke über die Baye de Montreux

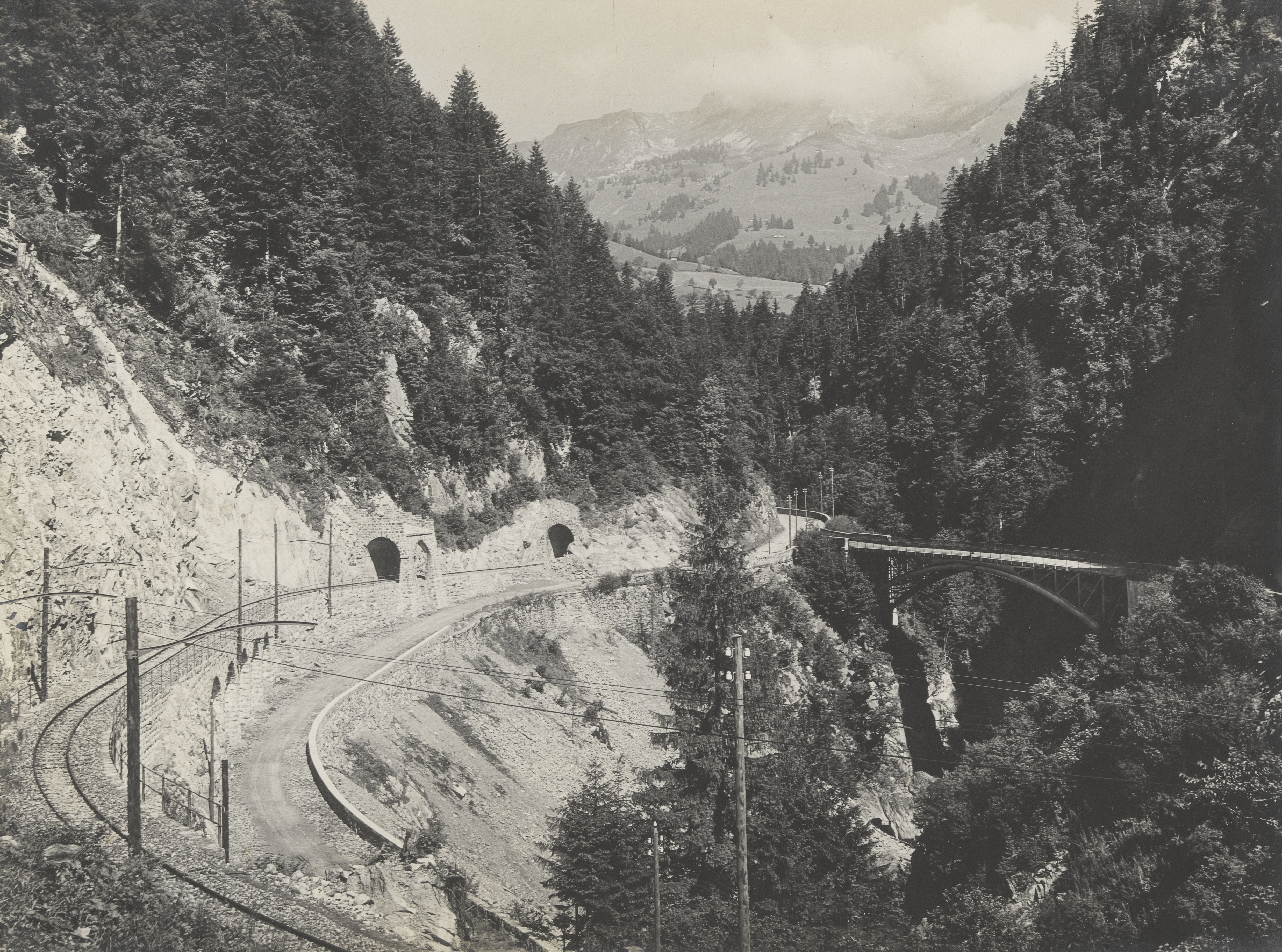
Die neu gebaute Bahnstrecke in der Schlucht Défilé de La Tine

Die MOB nahm die erste Teilstrecke von Montreux bis zur Ortschaft Les Avants im Tal der Baye de Montreux im Jahr 1901 in Betrieb. Das stark ansteigende Trassee führt kurvenreich über Sonzier und Chamby in das Berggebiet oberhalb von Montreux. Bei Chamby liegen die Gleise in einem Kehrtunnel. Die Haltestelle von Les Avants liegt 570 m höher als der Bahnhof Montreux.
Der nächste Streckenabschnitt von Les Avants nach Montbovon war am 1. Oktober 1903 fertiggestellt. Es war der schwierigste Bauabschnitt, in welchem das Gleis von Les Avants in östlicher Richtung nach Jor leicht ansteigend und mit mehreren kurzen Tunnels dem steilen Berghang im oberen Tal der Baye de Montreux folgt und zwischen Jor (1080 m ü. M.) und Les Cases (1115 m ü. M.) durch den 2424 m langen Jamantunnel führt. Im Tunnel erreicht die Strecke das Gebiet des Kantons Freiburg. Von Les Cases aus folgt die Bahnstrecke talwärts dem Hongrin bis nach Montbovon an der Saane. 1904 erreichte auch die Greyerzer Linie der Bahngesellschaft Chemin de fer Châtel-St-Denis-Bulle-Montbovon, die sich bald darauf den neuen Namen Chemins de fer électriques de la Gruyère gab, den Bahnhof von Montbovon.

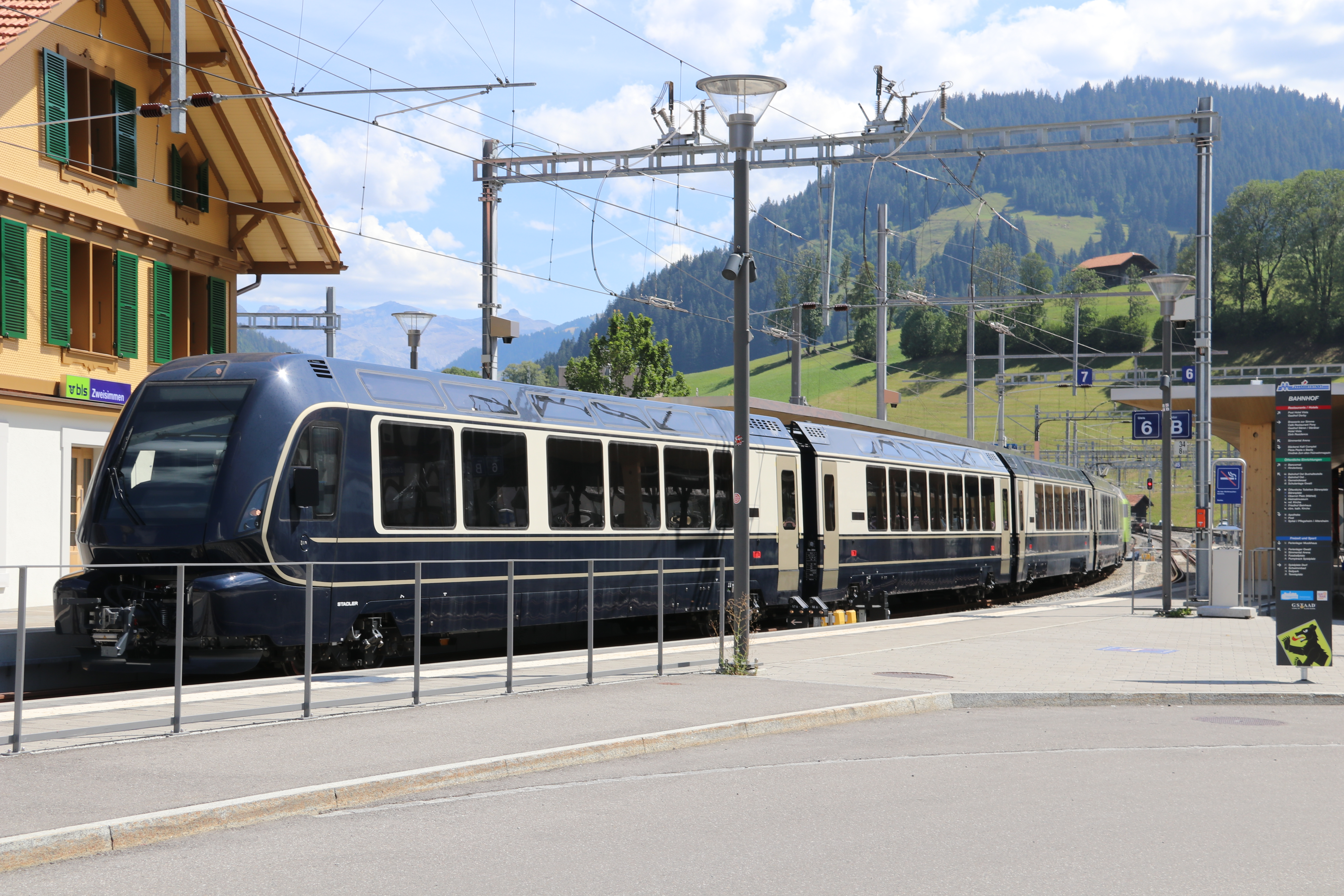
Golden Pass-Express im Bahnhof Zweisimmen, August 2022

1904 begann der Bahnbetrieb auf der Strecke von Montbovon (Kanton Freiburg) nach Château-d’Oex (Kanton Waadt) und Gstaad im Kanton Bern, im folgenden Jahr auf der Strecke von Gstaad über den Saanenmöserpass, den höchsten Punkt im MOB-Streckennetz (1279 m ü. M.), nach Zweisimmen. Im Bahnhof Zweisimmen besteht der Anschluss an die 1902 eröffnete Erlenbach-Zweisimmen-Bahn (Normalspur). 1912 ergänzte die MOB die Verbindungen mit der Linie von Zweisimmen nach Lenk. Für den Transport normalspuriger Güterwagen von Zweisimmen nach Lenk setzt die MOB Rollböcke ein.
Mit der Weltwirtschaftskrise verschlechterte sich die wirtschaftliche Situation der MOB und es musste auf Investitionen und Erneuerungen verzichtet werden. Erst das Inkrafttreten des Privatbahnhilfegesetzes ermöglichte in den 1940er Jahren die Beschaffung neuer Triebwagen und Wagen. Mit dem Inkrafttreten des Eisenbahngesetzes verbesserte sich die Situation zusehends und ab 1962 konnte der Fahrzeugpark systematisch erneuert werden. Schliesslich wurden selbst neue Konzepte entworfen und es entstanden, zu wesentlichen Teilen in der eigenen Werkstätte in Chernex, klimatisierte Panoramawagen. Dabei wurden, um Kosten zu sparen, Drehgestelle, Untergestelle und andere brauchbare Komponenten alter Wagen wiederverwendet.
Seither hat sich die MOB mit den (inzwischen teilweise wieder verschwundenen) Markennamen Panoramic Express, Super Panoramic Express, Crystal Panoramic Express, Golden Pass Panoramic und Golden Pass Classic innerhalb der zusammen mit der Bern-Lötschberg-Bahn (BLS) und der Brünig-Bahn betriebenen Golden-Pass-Line von Montreux über Gstaad, Zweisimmen, Interlaken nach Luzern etabliert.
Die durchgängige Vermarktung mit einigen einheitlich goldfarben gestalteten Fahrzeugen konnte aber den Mangel des Umsteigenmüssens am Bahnhof Zweisimmen und am Bahnhof Interlaken Ost wegen der normalspurigen BLS-Strecke nicht beseitigen.
Eine seit den 1980er Jahren verfolgte Idee eines Dreischienengleises Zweisimmen–Spiez–Interlaken war nicht finanzierbar. 2008 präsentierte die MOB ein umspurbares Drehgestell für die Panoramawagen, welches zusammen mit dem Winterthurer Engineering-Unternehmen Prose AG entwickelt wurde. Im April 2011 stimmten der Bund und die beteiligten Kantone zu, die erforderlichen Umspuranlagen vorerst in Zweisimmen zu finanzieren. Nach mehrfacher Verschiebung, unter anderem begründet mit Verzögerungen in der Produktion der Drehgestelle aufgrund der Covid-19-Pandemie, verkehren seit Juni 2023 vier Zugpaare des Golden-Pass-Express pro Tag umsteigefrei zwischen Montreux und Interlaken.

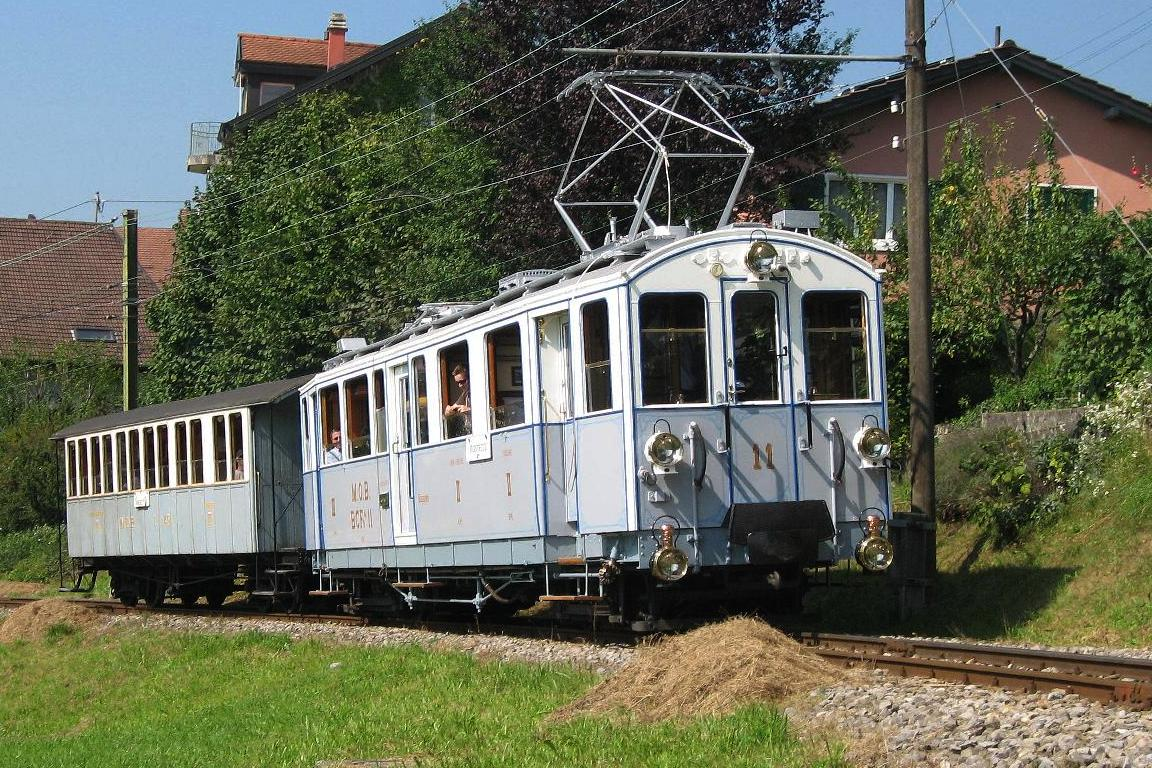
Historischer Zug bestehend aus Motorwagen BCFe 4/4 11 und BC^{4} 22 im Jahre 2012

## Fahrzeuge der Montreux-Berner Oberland-Bahn
Der umfangreiche Meterspur-Fahrzeugpark, mit dem die Bahnstrecke Montreux–Lenk im Simmental betrieben wird beziehungsweise betrieben wurde, umfasst Dampflokomotiven, Elektrolokomotiven, Elektrotriebwagen, Reisezugwagen, Güterwagen und Dienstfahrzeuge.